# Союз ТМ-5
Союз ТМ-5 — радянський пілотований космічний корабель (КК) серії «Союз ТМ», типу 7К-СТ, індекс ГРАУ 11Ф732. Серійний номер 55. Реєстраційні номери: NSSDC ID: 1988-048A; NORAD ID: 19204.
Четвертий пілотований політ корабля серії «Союз ТМ» до орбітальної станції Мир. 5й пілотований політ до орбітальної станції Мир, 119й пілотований політ, 116й орбітальний політ, 65й радянський політ.
На кораблі почав політ екіпаж третіх відвідин станції (ЕВ-3): командир Соловйов Анатолій Якович, бортінженер Савіних Віктор Петрович, космонавт-дослідник Александров Александр Панайотов (Народна Республіка Болгарія). Здійснили посадку: командир ЕВ-4 Ляхов Володимир Афанасійович, космонавт-дослідник ЕВ-3 Моманд Абдул Ахад (Республіка Афганістан)
Корабель замінив Союз ТМ-4 як рятувальний апарат у зв'язку з обмеженою тривалістю експлуатації корабля.
Під час польоту корабля Союз ТМ-5: тривали польоти орбітальних комплексів: орбітальна станція Салют-7 з пристикованим транспортним кораблем постачання Космос-1686 (ТКС-4), орбітальна станція Мир з пристикованим космічним кораблем Союз ТМ-4; закінчився політ корабля Союз ТМ-4; відбувся політ вантажного космічного корабля Прогрес-37; почався політ космічного корабля Союз ТМ-6.

## Параметри польоту
- Маса корабля — 7000 кг
- Нахил орбіти — 51,6°
- Орбітальний період — 88,6 хвилин
- Апогей — 241 км
- Перигей — 173 км

### Екіпаж на старті
- Командир ЕВ-3: Соловйов Анатолій Якович (1й політ)
- Бортінженер ЕВ-3: Савіних Віктор Петрович (3й політ)
- Космонавт-дослідник ЕВ-3: Александров Александр Панайотов (Народна Республіка Болгарія) (1й політ)

#### Дублерний екіпаж
- Командир: Ляхов Володимир Афанасійович
- Бортінженер: Серебров Олександр Олександрович
- Космонавт-дослідник: Стоянов Красимір Михайлов (Народна Республіка Болгарія)

### Екіпаж при посадці
- Командир ЕВ-4: Ляхов Володимир Афанасійович
- Космонавт-дослідник ЕВ-3: Моманд Абдул Ахад (Республіка Афганістан)

## Політ

### Запуск Союзу ТМ-5
7 червня 1988 о 14:03:13 UTC з космодрому Байконур ракетою-носієм Союз-У2 (11А511У2) було запущено космічний корабель Союз ТМ-5 з екіпаж третіх відвідин станції (ЕВ-3): командир Соловйов Анатолій Якович, бортінженер Савіних Віктор Петрович, космонавт-дослідник Александров Александр Панайотов (Народна Республіка Болгарія).
У цей час на орбіті перебували: орбітальна станція Мир з пристикованим космічним кораблем Союз ТМ-4 і орбітальна станція Салют-7 з пристикованим транспортним кораблем постачання Космос-1686 (ТКС-4).

### Стикування Союзу ТМ-5
9 червня 1988 о 15:57:10 UTC космічний корабель Союз ТМ-5 пристикувався до заднього стикувального вузла модуля Квант орбітального комплексу Мир+Союз ТМ-4.
Після стикування на станції перебували: третій основний екіпаж станції (ЕО-3): командир Титов Володимир Георгійович, бортінженер Манаров Муса Хіраманович і екіпаж третіх відвідин станції (ЕВ-3): командир Соловйов Анатолій Якович, бортінженер Савіних Віктор Петрович, космонавт-дослідник Александров Александр Панайотов (Народна Республіка Болгарія).

### Відстикування Союзу ТМ-4
17 червня 1988 о 06:20:50 UTC космічний корабель Союз ТМ-4 з екіпажем третіх відвідин станції (ЕВ-3): командир Соловйов Анатолій Якович, бортінженер Савіних Віктор Петрович, космонавт-дослідник Александров Александр Панайотов (Народна Республіка Болгарія). відстикувався від перехідного відсіку базового блоку орбітального комплексу Союз ТМ-4+Мир.
Після відстикування на станції залишився третій основний екіпаж станції (ЕО-3): командир Титов Володимир Георгійович, бортінженер Манаров Муса Хіраманович

### Посадка Союзу ТМ-4
17 червня 1988 до вмикання двигунів на гальмування відокремився орбітальний модуль, о 09:22:38 UTC корабель Союз ТМ-4 увімкнув двигуни на гальмування для сходу з орбіти і о 10:12:32 UTC приземлився.

### Перестикування Союзу ТМ-5
18 червня 1988 о 10:11:00 UTC космічний корабель Союз ТМ-5 з третім основним екіпажем станції (ЕО-3) — командир Титов, бортінженер Манаров — відстикувався від заднього стикувального вузла модуля Квант комплексу Мир. О 10:27:01 UTC космічний корабель Союз ТМ-5 з екіпажем пристикувався до перехідного відсіку базового блоку орбітального комплексу Мир. Перестикуванням було звільнено задній стикувальний вузол модуля Квант для прийому вантажного корабля Прогрес-37.

### Вихід у відкритий космос
30 червня 1988 о 05:33 UTC третій основний екіпаж станції — командир Титов Володимир Георгійович, бортінженер Манаров Муса Хіраманович — почав другий (позаплановий) вихід у відкритий космос для заміни тіньової маски рентгенівського телескопа ТТМ в модулі Квант. Космонавти використали для навчання відеоплівку й інструменти, доставлені вантажним кораблем Прогрес-36. Для отримання доступу до місця робіт екіпаж зрізав 20 шарів теплозахисту. Екіпаж не мав необхідного інструменту для зняття фіксатора, тому о 10:43 екіпаж закінчив вихід у відкритий космос тривалістю 5 годин 10 хвилин.

### Прогрес-37
18 липня 1988 о 21:13:09 UTC з космодрому Байконур ракетою-носієм Союз-У2 (11А511У2) було запущено космічний корабель Прогрес-37.
20 липня 1988 о 22:33:40 UTC Прогрес-37 пристикувався до заднього стикувального вузла модуля Квант орбітального комплексу Мир+Союз ТМ-5.
12 серпня 1988 о 08:31:54 UTC космічний корабель Прогрес-37 відстикувався від заднього стикувального вузла модуля Квант орбітального комплексу Мир+Союз ТМ-5. О 12:51:30 UTC корабель увімкнув двигуни на гальмування для сходу з орбіти і о 13:45:40 UTC згорів у щільних шарах атмосфери.

### Запуск Союзу ТМ-6
29 серпня 1988 о 04:23:11 UTC з космодрому Байконур ракетою-носієм Союз-У2 (11А511У2) було запущено космічний корабель Союз ТМ-6 з екіпажем: командир екіпажу третіх відвідин Ляхов Володимир Афанасійович, лікар-дослідник третього і четвертого основних екіпажів Поляков Валерій Володимирович, космонавт-дослідник екіпажу третіх відвідин Моманд Абдул Ахад (Республіка Афганістан)
У цей час на орбіті перебували: орбітальна станція Мир з пристикованим космічним кораблем Союз ТМ-5 і орбітальна станція Салют-7 з пристикованим транспортним кораблем постачання Космос-1686 (ТКС-4).

### Стикування Союзу ТМ-6
31 серпня 1988 о 05:40:43 UTC космічний корабель Союз ТМ-6 пристикувався до заднього стикувального вузла модуля Квант орбітального комплексу Мир+Союз ТМ-5.
Після стикування на станції перебували: третій основний екіпаж станції (ЕО-3): командир Титов Володимир Георгійович, бортінженер Манаров Муса Хіраманович, лікар-дослідник третього і четвертого основних екіпажів Поляков Валерій Володимирович і командир екіпажу третіх відвідин Ляхов Володимир Афанасійович, космонавт-дослідник екіпажу третіх відвідин Моманд Абдул Ахад (Республіка Афганістан).

### Відстикування Союзу ТМ-5
5 вересня 1988 о 22:54:57 UTC космічний корабель Союз ТМ-5 з екіпажем третіх вівідин — командир Ляхов Володимир Афанасійович, космонавт-дослідник екіпажу третіх відвідин Моманд Абдул Ахад — відстикувався від перехідного відсіку базового блоку орбітального комплексу Союз ТМ-6+Мир.
Після відстикування на станції залишився третій основний екіпаж станції (ЕО-3): командир Титов Володимир Георгійович, бортінженер Манаров Муса Хіраманович, лікар-дослідник третього і четвертого основних екіпажів Поляков Валерій Володимирович.

### Посадка Союзу ТМ-5
5 вересня 1988 о 23:35 відокремився орбітальний відсік. Посадка планувалась 6 вересня о 02:15.
Відповідно до циклограми спуску Ляхов вручну відстрілив орбітальний відсік (ОВ) (на кораблях «Союз T» і «Союз ТМ» відділення ОВ відбувалося на орбіті до видачі гальмівного імпульсу, що значно економило паливо). Через відмову датчика інфрачервоної вертикалі системи орієнтації корабля в розрахунковий час не включився двигун зближувально-коректувальної рушійної установки (ЗКРУ). Через 7 хв орієнтація корабля відновилася і бортова цифрова обчислювальна машина (БЦОМ) несподівано запустила ЗКРУ. Час включення був нерозрахунковий, тому Ляхов через 6 сек вручну відключив двигун. Спуск перенесли на наступний оберт. Під час сеансу зв'язку оператори ЦУПу заклали на борт корабля нову циклограму спуску, але вона виявилася помилковою: двигун включився вчасно, відпрацював 7 сек і відключився. Командир корабля знову його запустив, через 14 сек він відключився. Ляхов знову включив ЗКРУ, намагаючись дотиснути гальмівний імпульс. Коли ЗКРУ відпрацювала 33 сек, порушився режим стабілізації і командир змушений був припинити гальмування, відключивши двигун.
Під час вмикання-вимикання двигуна зі звуковим сигналом включилися термодатчики на відділення спускного апарата (СА) від агрегатного відсіку (АВ), а після останнього відключення двигуна запустився лічильник програмно-часового пристрою розділення відсіків, яке мало відбутися через 20 хв. Ляхов вручну відключив термодатчики, але лічильник продовжував зворотний відлік. У цей час почався сеанс зв'язку з ЦУПом, але розібратися в ситуації в умовах цугцвангу було дуже складно. Після того, як засвітився транспарант «Програма розділення включена», Ляхов, не чекаючи дозволу ЦУПу, видав команду на заборону розділення відсіків. До відстрілу АВ з двигуном залишалося трохи більше 1 хвилини.
У випадку розділення відсіків СА з космонавтами залишився би на орбіті і вони були би приречені на загибель від задухи. Ляхов проявив виявив високі самоконтроль і професіоналізм, і вчасно запобіг розділенню АВ від СА. Космонавти провели на орбіті додаткову добу (без ОВ — без їжі, води і туалету).
7 вересня 1988 о 00:00:54 UTC корабель Союз ТМ-5 з третьої спроби увімкнув двигуни на гальмування для сходу з орбіти і о 00:49:38 UTC приземлився за 202 км на південний схід від міста Джезказган.

### Наслідок польоту
Після аваріної посадки керівництво радянської космонавтики вирішило відокремлювати орбітальний модуль після вмикання гальмівного двигуна, як це було під час польотів кораблів типу Союз.

## Галерея
|                     |
| Союз_ТМ-4+Мир+Квант |

|                                 |
| Союз_ТМ-4 +Мир+Квант+ Союз_ТМ-5 |

|                      |
| Мир+Квант+ Союз_ТМ-5 |

|                      |
| Союз_ТМ-5 +Мир+Квант |

|                                  |
| Союз_ТМ-5 +Мир+Квант+ Прогрес-37 |

|                      |
| Союз_ТМ-5 +Мир+Квант |

|                                 |
| Союз_ТМ-5 +Мир+Квант+ Союз_ТМ-6 |

|                      |
| Мир+Квант+ Союз_ТМ-6 |